# Georges Clairin

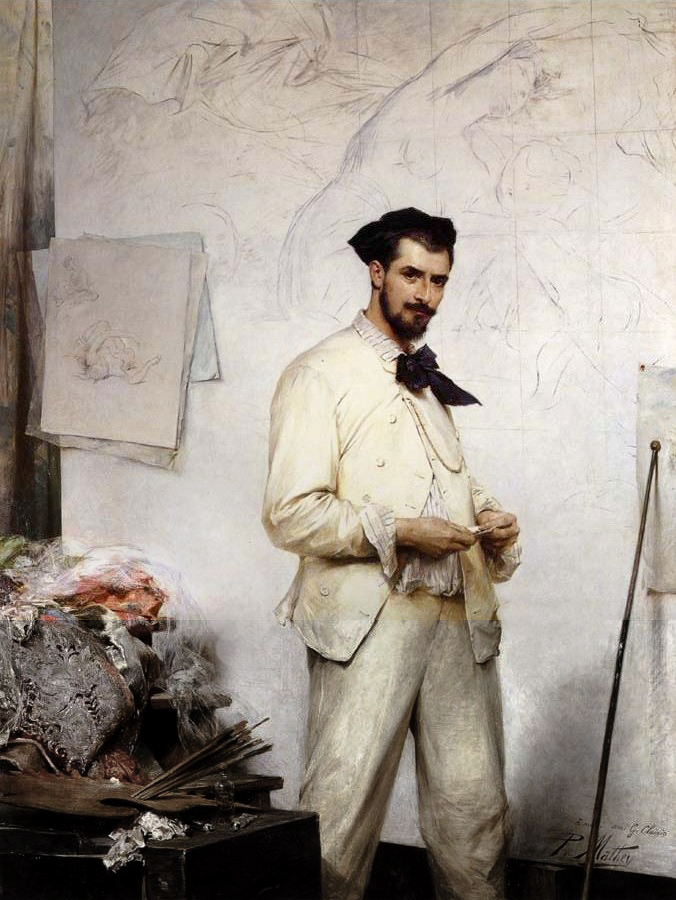
Clairin, door Paul Mathey.

Georges Jules Victor Clairin (Odessa, 11 september 1843 – Clohars-Carnoët, 2 september 1919) was een Frans kunstschilder en illustrator. Hij werd vooral bekend door zijn portretten van actrice Sarah Bernhardt.

## Leven en werk
Clairin studeerde aan de École des beaux-arts de Paris bij Isidore Pils en in het atelier van François-Édouard Picot. Hij werkte voornamelijk in een academische stijl. Vanaf 1866 zou hij zijn werk exposeren en meerdere malen werd zijn werk toegelaten op de Parijse salon. 
Samen met zijn vriend en mentor Henri Regnault bezocht Clairin eind jaren 1860 Spanje en Marokko. In 1870 vochten ze zij aan zij in de Frans-Duitse Oorlog, in welke Regnault zou sneuvelen. Clairin zou vervolgens vooral in Bretagne werken, maar deed ook veelvuldig inspiratie op in het buitenland. Zo maakte hij met François Flameng en Jean-Léon Gérôme een uitgebreide reis door Italië. Tijdens een reis naar Marokko ontmoette hij Marià Fortuny, met wie hij enige tijd schilderde Tétouan. Met de componist Camille Saint-Saëns bezocht hij Egypte. Marokko en Egypte zouden hem inspireren tot diverse oriëntalistische werken.
Het meest bekend is Clairin echter door zijn grote hoeveelheid portretten van actrice Sarah Bernhardt, met wie hij ook nauw en langdurig bevriend was. Hij schilderde haar in diverse rollen, zoals de koningin in Ruy Blas (1879), Mélisande in La Princesse lointaine (1895 en 1899), Cléopâtra (1900), Theodora (1902) en Sainte Thérèse d'Avila. Ook maakte hij diverse privé-portretten van haar.
Clarin maakte ook diverse plafondschilderingen, onder andere voor de Opéra Garnier, het Stadhuis van Parijs en het Théâtre de Cherbourg. In 1889 kreeg hij een zilveren medaille op de wereldtentoonstelling te Parijs. In 1897 werd hij opgenomen in het Legioen van Eer. Hij overleed in 1919, bijna 76 jaar oud. Zijn werk is onder andere te zien in het Musée d'Orsay en het Petit Palais te Parijs.

## Galerij

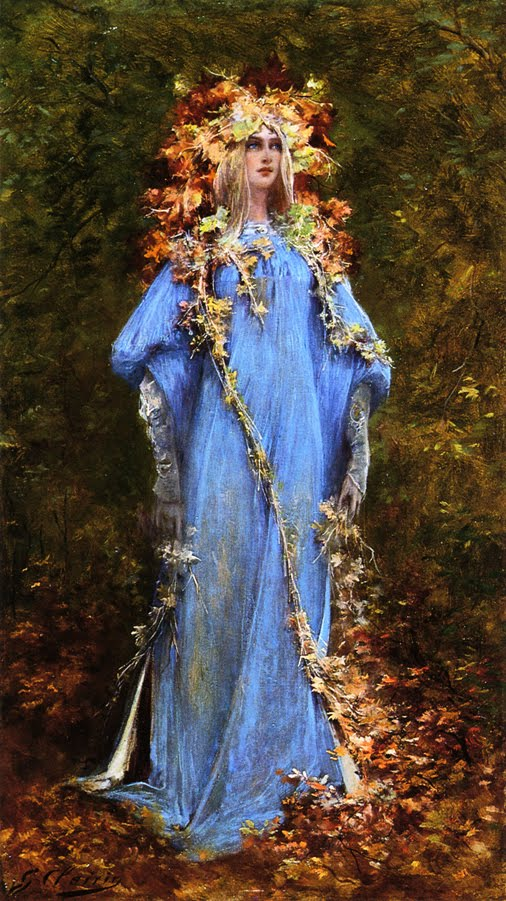
Ophelia
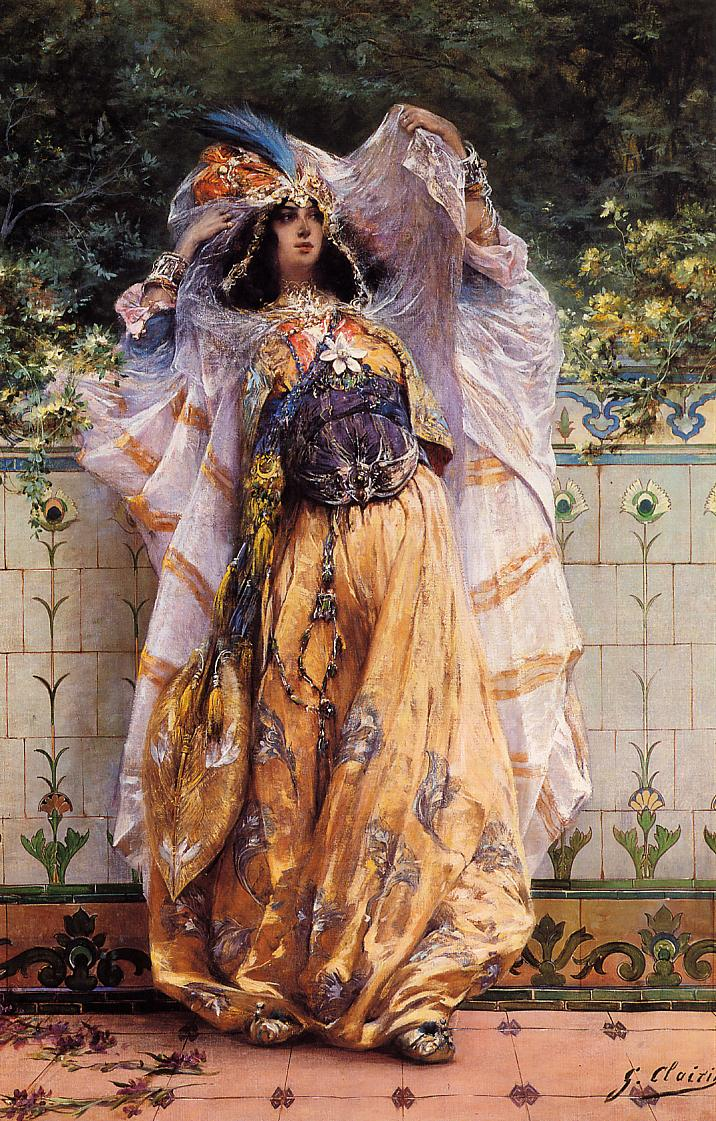
Haremdanseres
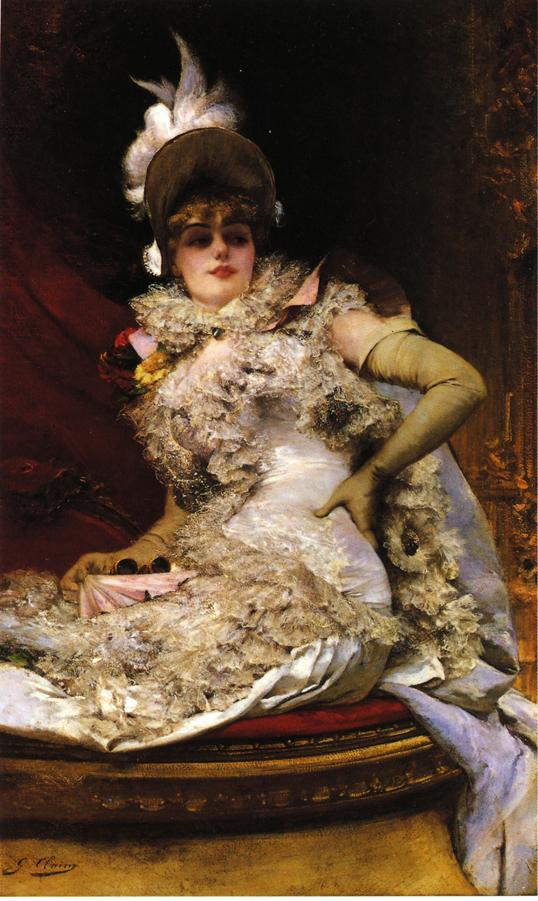
In de opera
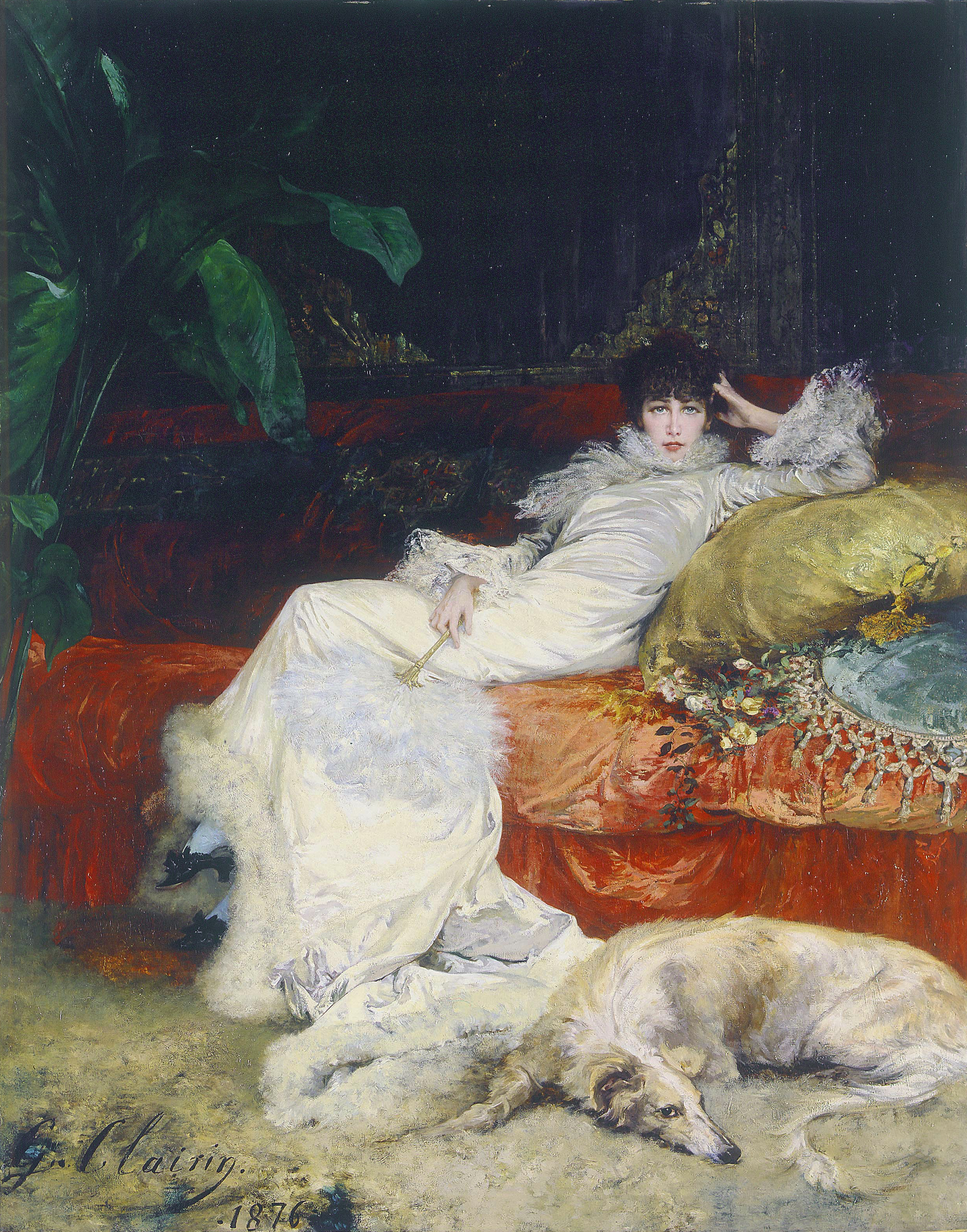
Sarah Bernhardt
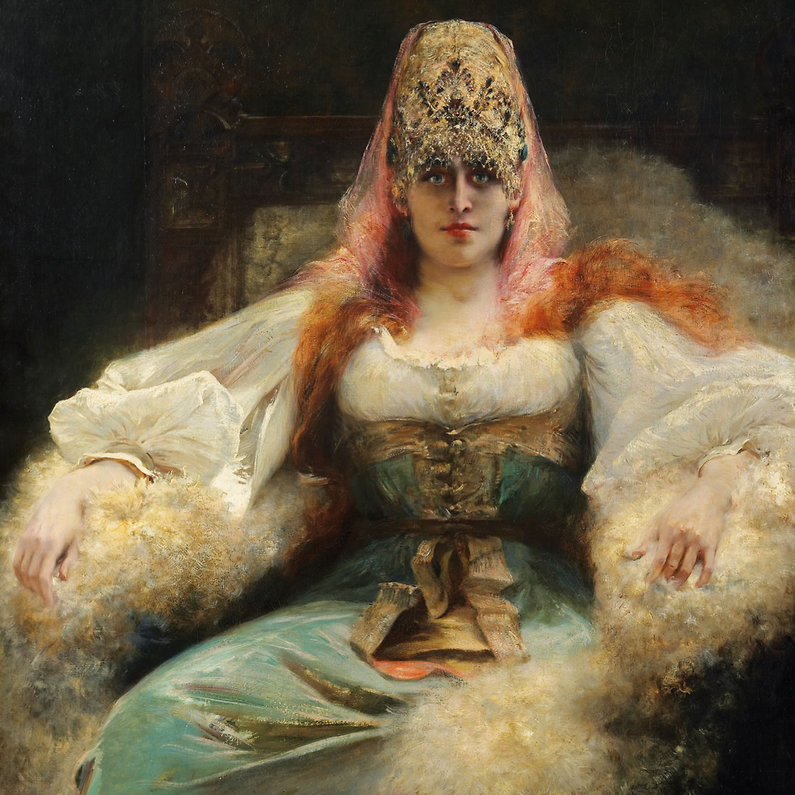
Sarah Bernhardt
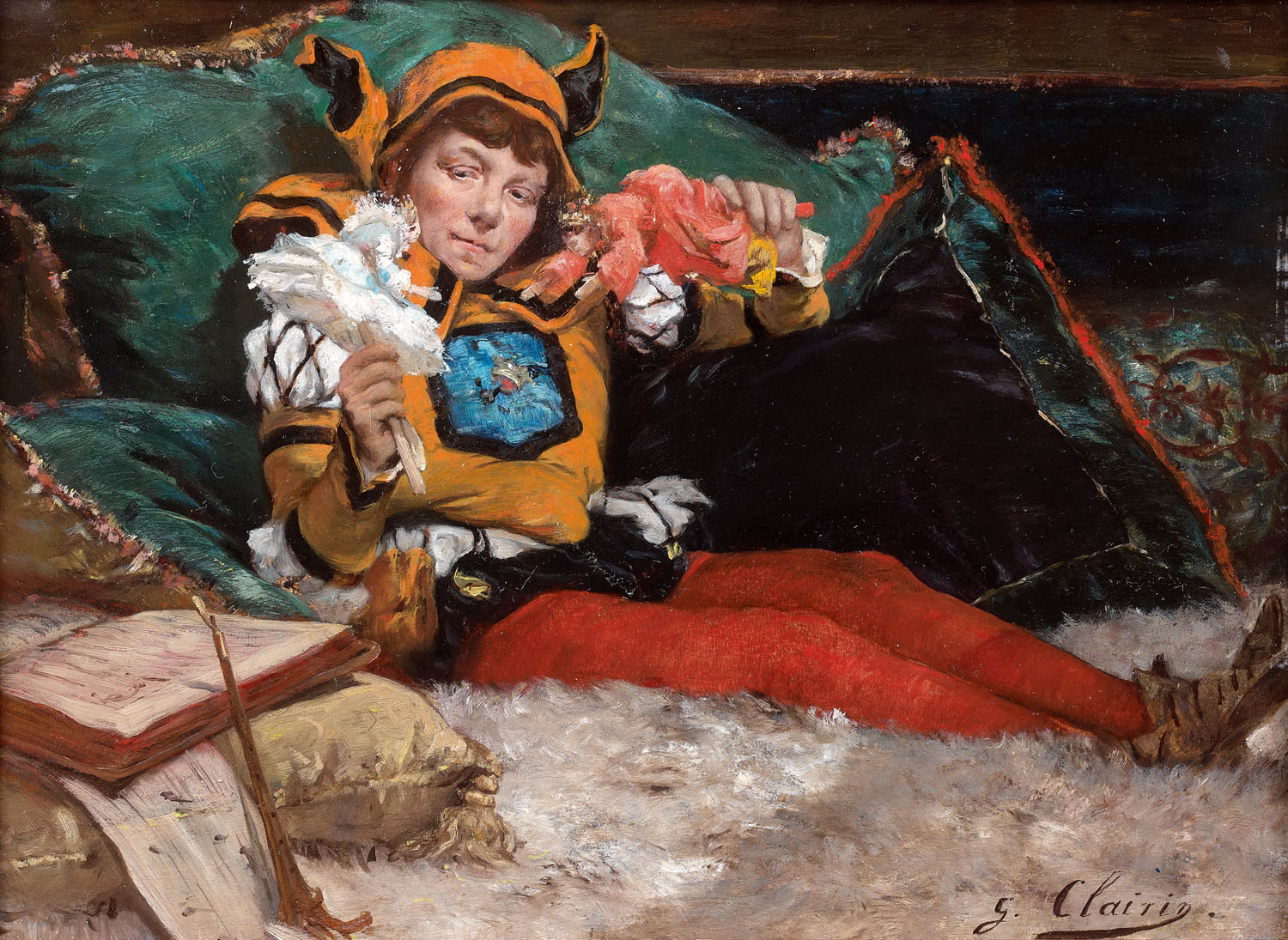
De nar van de koning
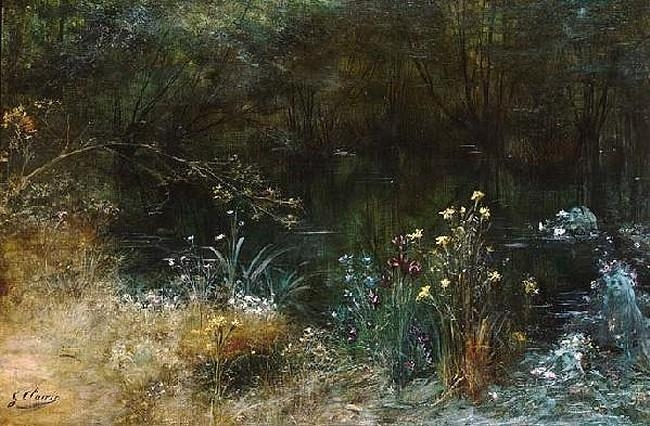
Meer met Naïaden
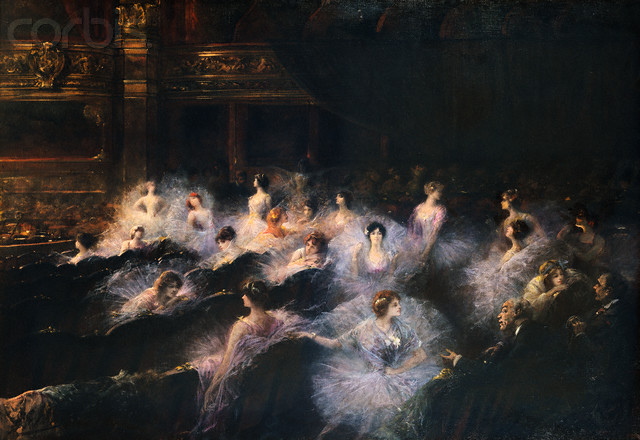
Pauze in de opera
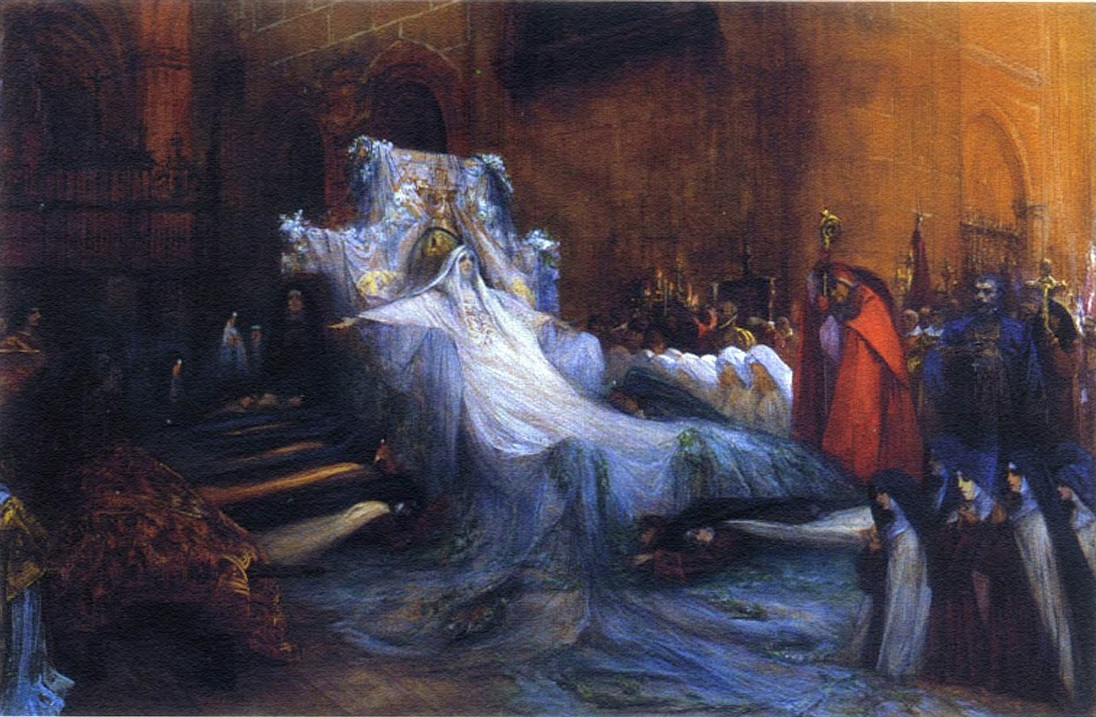
Sarah Bernhardt in Sainte Therese d'Avila
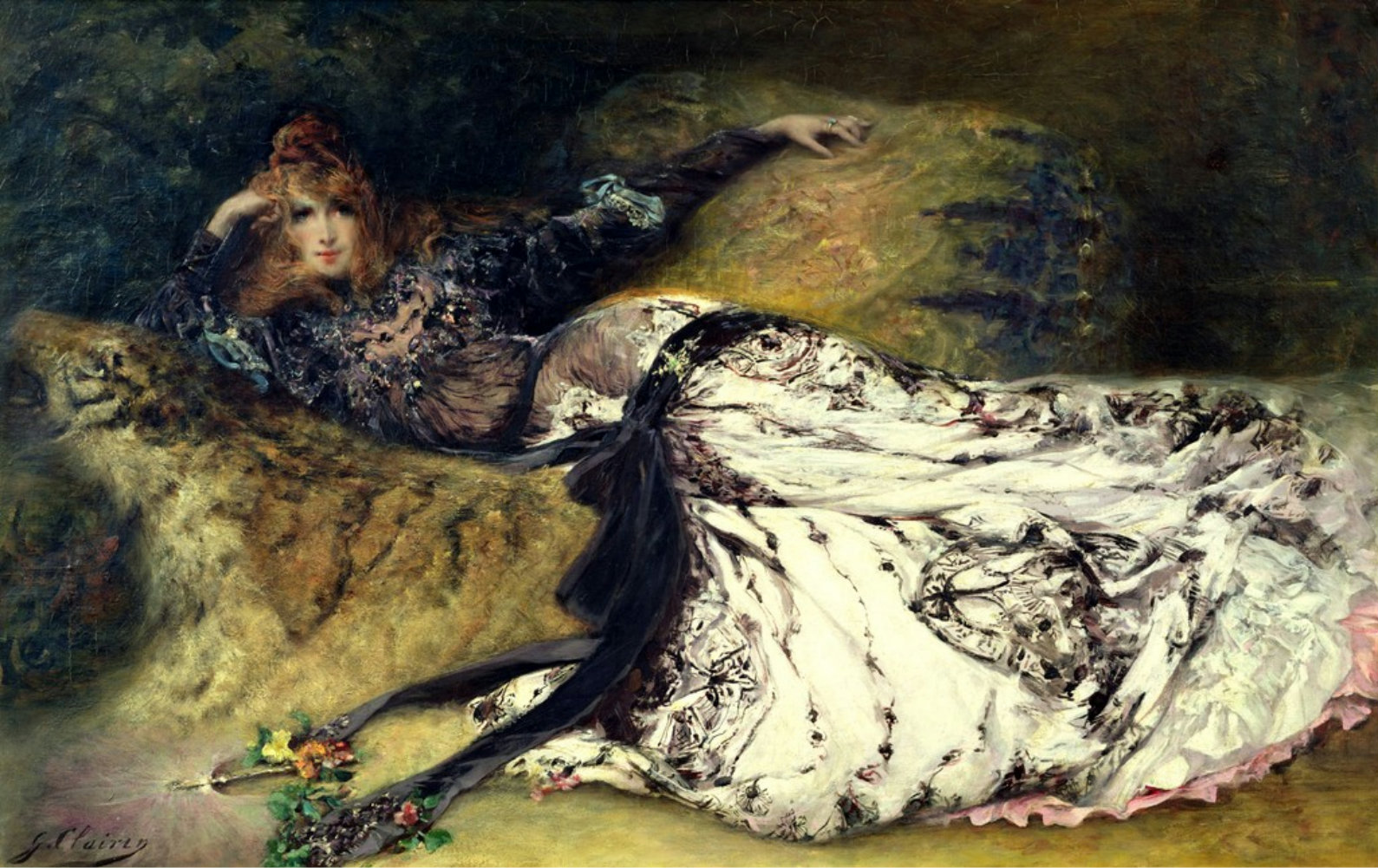
Sarah Bernhardt